# Esfingomielina fosfodiesterasa
Sphingomyelin phosphodiesterase (EC 3.1.4.12, també conegut com a esfingomielinasa neutra, esfingomielinasa , o SMase) és un enzim hidrolasa que està implicat en reaccions de metabolisme d'esfingolípids. SMase s'inclou dins la superfamília d'enzims de les DNases I i és responsable per trencar esfingomielina (SM) en fosfocolina i ceramida. L'activació de SMase ha estat suggerit com a ruta important per la producció de ceramide en resposta a estressos cel·lulars.

## Família de les esfingomielinases
Actualment, s'han identificat cinc tipus de SMase. Aquests es classifiquen segons la seva dependència de cations i el seu pH òptim d'acció i són:
- Àcid lisosòmic SMase
- SMase secretada dependent de zinc
- SMase neutra Magnesi-dependent
- SMase neutras Magnesi-independent
- SMase Alcalina

D'aquests, la SMase àcid lisosomal i la SMasa neutra dependent del magnesi es consideren els principals candidats per a la producció de ceramida en la resposta cel·lular a l'estrès.

## Esfingomielinasa neutra
L'activitat de l'esfingomielinasa neutra (N-SMase) es va descriure per primera vegada en fibroblasts de pacients amb malaltia de Niemann-Pick, una malaltia d'emmagatzematge lisosomal caracteritzada per deficiències en SMase àcida. L'estudi posterior va trobar que aquest enzim era el producte d'un gen diferent, tenia un pH òptim de 7,4, era dependent d'ions Mg2 + per a l'activitat, i es va enriquir particularment en el cervell. Tanmateix, un estudi més recent en el cervell boví suggereix l'existència de múltiples isoformes de N-SMase amb diferents propietats bioquímiques i cromatogràfiques.

Un avenç important va arribar a mitjans dels anys 80 amb la clonació de les primeres N-SMases de Bacillus cereus i Staphylococcus aureus. L'ús de les seqüències d'aquestes esfingomielinases bacterianes en les cerques d'homologia va conduir a la identificació de les N-SMases de llevats ISC1 en el llevat Saccharomyces cerevisiae i en els enzims N-SMase de mamífer, nSMase1 i nSMase2. La identitat entre els mamífers, els llevats i els SMAS bacterians és molt baixa: aproximadament el 20% entre nSMase2 i B. cereus SMase. Tanmateix, una alineació de les seqüències (vegeu la figura) indica una sèrie de residus conservats a tota la família, especialment a la regió catalítica dels enzims. Això ha donat lloc a la proposta d'un mecanisme catalític comú per a la família N-SMase.
Una tercera proteïna N-SMase, anomenada nSMase3, ha estat recentment clonada i caracteritzada. nSMase3 té una mica de seqüència similar a nSMase1 o nSMase2. Tanmateix, sembla que hi ha un alt grau de conservació evolutiva d'organismes inferiors a superiors, suggerint que pot comprendre una N-SMase única i diferent. L'elevada expressió de nSMase3 en múscul cardíac i esquelètic també suggereix possibles funcions cardiovasculars.

### Lloc actiu
La resolució de l'estructura cristal·lina de la esfingomielinasa neutra de Listeria ivanovii i Bacillus cereus ha permès una comprensió més àmplia del seu lloc enzimàtic. El lloc actiu de B. cereus SMase comprèn els residus Asn-16, Glu-53, Asp-195, Asn-197 i His-296. D'aquests, els residus Glu-53, Asp-195, i His-296 són coneguts per ser essencials per a l'activitat. Les activitats catalítiques relatives de SMase quan els ions metàl·lics estan lligats al lloc actiu han estat estudiats per ions metàl·lics divalents Co2+, Mn2 +, Mg2 +, Ca2 + i Sr2 +. D'aquests cinc ions metàl·lics, Co2 +, Mn2 + i Mg2 + lligats al lloc actiu donen com a resultat una alta activitat catalítica de SMase. Ca2 + i Sr2 + lligats al lloc actiu presenten una activitat catalítica molt més baixa de SMase. Quan un ió Mg2 + o dos ions Co2 + s'uneixen al lloc actiu, la geometria doble hexacoordinada resulta amb dues bi-piràmides octaèdriques per a Co2 + i una bi-piràmide octaèdrica per a Mg2 +. Quan un ió Ca2 + s'uneix al lloc actiu, es genera una geometria heptacoordinada. Per tant, es preveu que la diferència en l'activitat catalítica dels ions metàl·lics es deu a diferències geomètriques. De Co2 + i Mg2 +, SMase té una millor reactivitat quan dos ions Co2 + estan obligats a SMase; quan aquests ions Co2 + estan lligats, Glu-53 i His-296 cadascun uneixen un catión de metall divalent. Aquests cations estan envoltats de molècules pont d'aigua i funcionen com àcids de Lewis.

### Mecanisme

La resolució de l'estructura cristal·lina de la esfingomielinasa neutral de Listeria ivanovii i Bacillus cereus també ha donat llum sobre els seus mecanismes catalítics. El lloc actiu de SMase conté Glu i els seus residus que estan cadascun lligats a un o dos cations metàl·lics divalents, generalment Co2 +, Mg2 + o Ca2 + per a un rendiment òptim. Aquests dos cations ajuden a la catàlisi mitjançant el reclutament de SM al lloc actiu de SMase. El catió divalent unit al residu Glu interactua amb l'amido-oxigen i l'éster-oxigen entre C1 i el grup fosfat de SM; un residu d'Asn i el catión de metall divalent lligats al seu residu s'uneixen als àtoms d'oxigen del grup fosfat de SM. Això estabilitza la càrrega negativa del grup fosfat. El catió metàl·lic lligat al residu His i les cadenes laterals d'Asp i Asn redueixen el valor de pKa d'una de les molècules d'aigua pont, activant així una molècula d'aigua. Aquesta molècula d'aigua actua llavors com un nucleófilo i ataca el grup fosfat de SM, creant un àtom pentavalente de fòsfor, la càrrega negativa del qual és estabilitzada pels cations metàl·lics divalents. El fosfat modifica la seva conformació tetraèdrica i es tradueix en els productes ceramida i fosfocolina. Tanmateix, actualment no és clar si el mecanisme d'acció de la esfingomielinasa àcida és el mateix, a causa de la manca d'estructura de cristall.